# Kagen (Käbschütztal)
Kagen war eine Gemeinde, die von 1935 bis 1969 existierte. Sie ging in Jahna-Kagen auf.

## Geographie und Geschichte
Die Gemeinde befand sich westlich der Stadt Meißen auf der linken Elbseite. Sie entstand am 1. November 1935 durch den Zusammenschluss der selbstständigen Orte Großkagen, Kleinkagen, Mohlis, Nimtitz, Priesa, Pröda und Tronitz. Kagen befand sich in der Amtshauptmannschaft Meißen im Deutschen Reich. Nach dem Zweiten Weltkrieg wurde die Gemeinde Teil der Sowjetischen Besatzungszone und später der DDR. Die Kreisreform 1952 legte die Zugehörigkeit Kagens zum Kreis Meißen im Bezirk Dresden fest. Die Eigenständigkeit der Gemeinde endete am 1. Januar 1969 durch den Zusammenschluss mit Jahna zur Gemeinde Jahna-Kagen mit 14 Ortsteilen.